# Fusoidispora aquatica
Fusoidispora aquatica är en svampart som beskrevs av Vijaykr., Jeewon & K.D. Hyde 2005. Fusoidispora aquatica ingår i släktet Fusoidispora och familjen Annulatascaceae.  Inga underarter finns listade i Catalogue of Life.